# Movere
Movere är ett latinskt ord som betyder flytta eller röra. Movere är också den retoriska term som beskriver en av talarens plikter, att röra vid publikens känslor. De andra plikterna en talare har är docere och delectare, att lära och behaga.

## Historia
Marcus Tullius Cicero skrev 55 f.Kr. boken De oratore (Om talaren). Boken handlar om talekonsten och beskriver hur den perfekte talaren ska vara, samt den retoriska kompositionen. Cicero skrev också om att en bra talare ska vara allmänbildad och en god människa. Han grundade ofta sina resonemang i filosofiska principer. I boken skrev Cicero om Officia oratoris, talarens uppgifter och plikter gentemot sin publik.  

## Officia oratoris
Cicero skrev att den som talar ska påverka publiken på tre olika sätt: genom att lära (docere), behaga (delectare) och röra (movere). Dessa plikter eller uppgifter heter på latin Officia oratoris och betyder just talarens uppgifter. Grundprincipen är att det är när docere, delectare och movere får verka tillsammans om ett tal blir bra. I Officia oratoris ingår också inventio, dispositio, elocutio, memoria och actio. De steg talaren måste gå igenom när denne skriver ett tal.

## Röra åhörarnas känslor
För att man ska kunna hålla ett bra tal räcker det inte med att informera sin publik (docere) och väcka välbehag (delectare). Man behöver också röra vid åhörarnas känslor. Movere handlar om att den som talar hela tiden ska sträva efter att beröra åhörarna och väcka engagemang och passion. När man t.ex. säger att en film är rörande så har den rört upp känslor hos den som har sett filmen och berört personen på ett djupare plan. På samma sätt är målet med movere att beröra åhörarna när man talar. Den som talar ska beröra sin publik och på så sätt kunna styra deras känslor. Ett sätt att göra det på är att själv visa de känslor man vill väcka. Håller man ett känslomässigt tal och vill röra publiken till tårar, då kan man själv gråta för att få publiken att göra detsamma. Vill man använda sig av movere så är det effektivt att beröra starka känslor såsom hat, kärlet, lycka etc. 
Ciceros plikter kan liknas vid Aristoteles grundläggande medel för att övertala, ethos, logos och pathos. Man brukar säga att ethos, logos och pathos fokuserar på talaren och de medel talaren ska använda för att övertyga. De plikter som Cicero menade att en talare har, docere, delectare och movere, fokuserar på publiken och den effekt ett tal har på dem. 